# Hallenbad Heslach

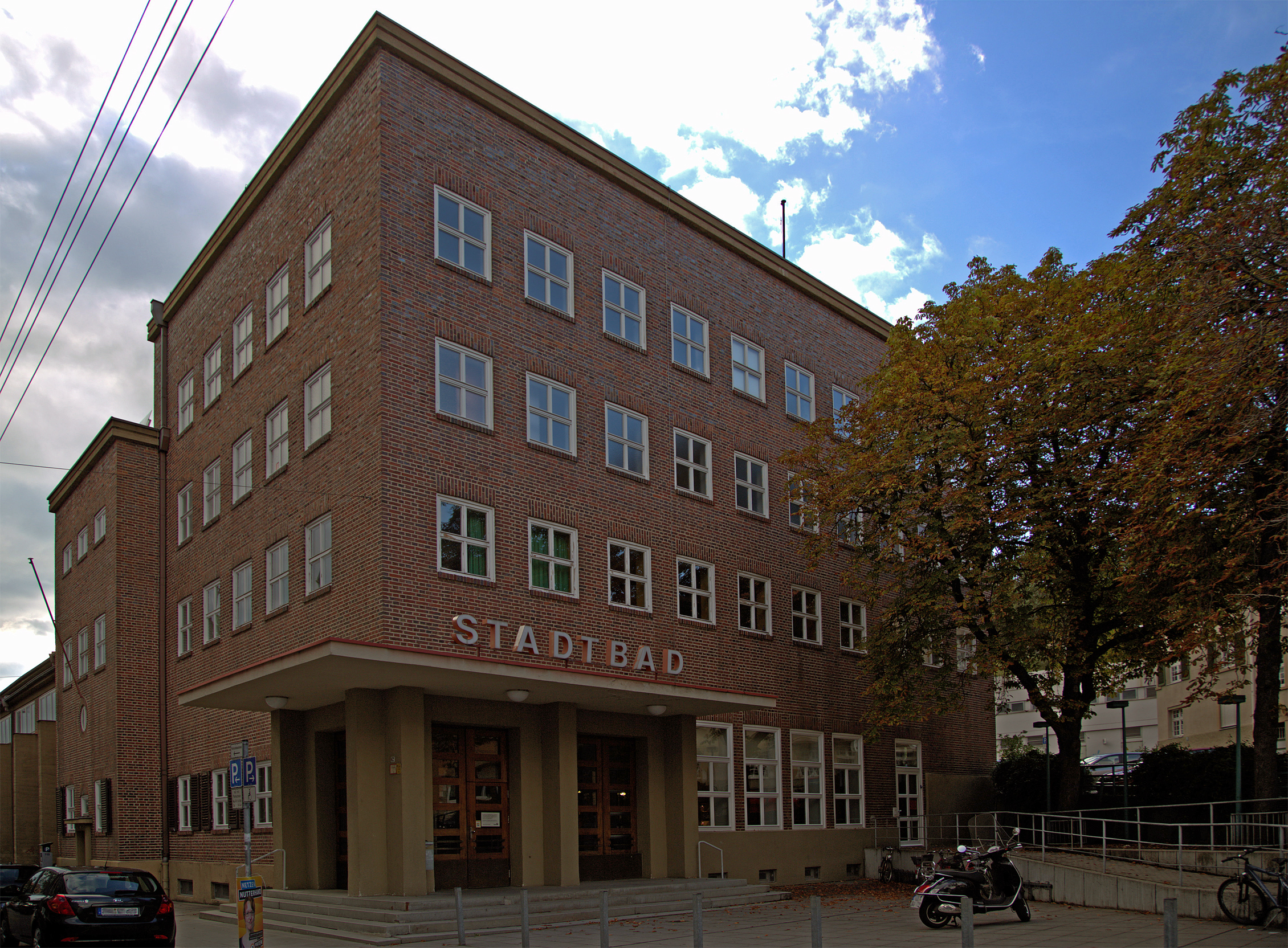
Hallenbad Heslach

Das Hallenbad Heslach ist ein Kulturdenkmal in Stuttgart-Heslach.
Das Hallenbad Heslach wurde 1929 im Stil der neuen Sachlichkeit durch die Architekten Franz Cloos und Friedrich Fischle im Auftrag des Hochbauamtes Stuttgart erbaut. Mit seinem 50-Meter Becken war es zu diesem Zeitpunkt das größte Hallenbad in Deutschland. Das Becken konnte in der Mitte in einen Männer- und einen Frauenbereich aufgeteilt werden. Die Baukosten beliefen sich auf zwei Millionen Reichsmark. Das mit horizontalen Lichtbändern versehene Dach wird von neun Stahlbetonbögen getragen. Diese Form der Dachkonstruktion war damals sensationell.
1988 wurde Rost an den Stützpfeilern des Bades entdeckt. Zwischen 1989 und 1992 wurde das Hallenbad saniert. Im Rahmen der Sanierung wurde das 50-Meter-Becken in ein Sprungbecken, ein 25-Meter-Schwimmbecken und ein Kinderbecken aufgeteilt. Die Umkleidekabinen, die sich unter der Schwimmhalle befinden, bestehen teilweise noch aus historischen Einzelkabinen mit eingebauten Kleiderspinden.